# Sport Billy
Sport Billy es una serie de animación de 26 episodios hecha por Filmation Associates en 1980, para ser transmitida en Alemania y algunos otros países europeos inicialmente. En 1982 Filmation Associates llevó la serie a Estados Unidos.

## Historia
Sport Billy fue originalmente un personaje de cómic conocido en Europa y algunos países de América Latina. Sport Billy Productions, poseedores de la franquicia, licenciaron la propiedad a Filmation Associates para hacer una animación basada en el personaje. Al ser un personaje europeo, el fútbol era el deporte principal de Sport Billy, lo cual fue reflejado en la secuencia de inicio de la serie animada.
Sport Billy fue adoptado por la FIFA como mascota del juego limpio en la Copa Mundial de Fútbol y un trofeo del personaje fue otorgado al equipo con la mejor conducta deportiva en las copas del mundo. El personaje fue usado como mascota en muchos programas internacionales de promoción del deporte y el juego limpio para la juventud.
La serie consistía en 26 episodios y fue transmitida en Estados Unidos, Inglaterra, Francia, Gibraltar, Italia, Yugoslavia, Brasil, Australia, Nueva Zelanda, Grecia, Chipre, España, Turquía, Argentina, Venezuela, México, Portugal y algunos otros países. En la versión estadounidense, Sport Billy fue doblado por Lane Scheimer, hijo del productor Lou Scheimer.
Tanto en Hispanoamérica como en España, el tema de inicio fue interpretado por Memo Aguirre.

## Sinopsis
La historia gira en torno a un joven llamado Sport Billy, originario de un planeta llamado Olympus (gemelo de la Tierra, Antichton) que es habitado por seres atléticos, muy parecidos a los antiguos dioses griegos.
Billy posee un maletín deportivo mágico que puede cambiar de tamaño, el cual es capaz de producir todo tipo de objetos. Viaja a la Tierra con la misión de promover el trabajo en equipo y el deporte, luchando contra la Reina Vanda (Envidina en el doblaje mexicano) y su ayudante Snipe. La misión de Vanda es destruir el deporte en toda la galaxia, ya que la rectitud le desagrada.
Billy es ayudado por una joven llamada Lilly y por Willy, un perro que puede hablar. Los tres viajan en una nave parecida a un reloj despertador, la cual es capaz de viajar a través del tiempo. En cada episodio, el trío visita diferentes épocas para salvar a algún deporte de la Reina Vanda.

## Lista de episodios
| N.º | Título                        | Fecha de transmisión     |
| --- | ----------------------------- | ------------------------ |
| 1   | "Joust in Time"               | 16 de septiembre de 1979 |
| 2   | "Trouble in Tokyo"            | 23 de septiembre de 1979 |
| 3   | "Mexican Holiday"             | 30 de septiembre de 1979 |
| 4   | "Return to Olympus"           | 7 de octubre de 1979     |
| 5   | "Chinese Puzzle"              | 14 de octubre de 1979    |
| 6   | "Teamwork"                    | 21 de octubre de 1979    |
| 7   | "Bad Weather Blues"           | 28 de octubre de 1979    |
| 8   | "A Voice in the Wilderness"   | 4 de noviembre de 1979   |
| 9   | "Wheel of Fortune"            | 11 de noviembre de 1979  |
| 10  | "Hyde and Seek"               | 18 de noviembre de 1979  |
| 11  | "Power of the Omnisac"        | 25 de noviembre de 1979  |
| 12  | "A Race in Space"             | 2 de diciembre de 1979   |
| 13  | "Trial by Fire"               | 9 de diciembre de 1979   |
| 14  | "The Great Texas Hole in One" | 16 de diciembre de 1979  |
| 15  | "Arabian Knights and Days"    | 23 de diciembre de 1979  |
| 16  | "Mixed Doubles"               | 30 de diciembre de 1979  |
| 17  | "Viking for a Day"            | 14 de septiembre de 1980 |
| 18  | "Monster from the Loch"       | 21 de septiembre de 1980 |
| 19  | "Mystery of the Russian Cave" | 28 de septiembre de 1980 |
| 20  | "Rah! Rah! Billy!"            | 5 de octubre de 1980     |
| 21  | "Peril in Peru"               | 12 de octubre de 1980    |
| 22  | "Athenian Adventure"          | 19 de octubre de 1980    |
| 23  | "Pure Luck"                   | 26 de octubre de 1980    |
| 24  | "Taj Mahal Mystery"           | 2 de noviembre de 1980   |
| 25  | "Australian Adventure"        | 9 de noviembre de 1980   |
| 26  | "A Tale of Two Billys"        | 16 de noviembre de 1980  |